# Ceratosolen namorokensis
Ceratosolen namorokensis är en stekelart som beskrevs av Jean Risbec 1955. Ceratosolen namorokensis ingår i släktet Ceratosolen och familjen fikonsteklar. Inga underarter finns listade i Catalogue of Life.